# Sis Triple Vuit
Sis Triple Vuit (títol original en anglès, The Six Triple Eight) és una pel·lícula dramàtica bèl·lica estatunidenca de 2024 escrita i dirigida per Tyler Perry, sobre el 6888è Batalló del Directori Postal Central, un batalló totalment negre i femení, durant la Segona Guerra Mundial. La pel·lícula compta amb un repartiment que inclou Kerry Washington, Ebony Obsidian, Milauna Jackson, Kylie Jefferson, Shanice Shantay, Sarah Jeffery, Pepi Sonuga, Moriah Brown, Gregg Sulkin, Susan Sarandon, Dean Norris, Sam Waterston i Oprah Winfrey. S'ha subtitulat al català.
Es va estrenar en una selecció de cinemes el 6 de desembre de 2024, abans del seu debut en estríming a Netflix el 20 de desembre de 2024.